# Canal périphérique de Gand
Pour le Ringvaart van de Haarlemmermeerpolder, voir Ringvaart.
Le canal périphérique de Gand ou Ringvaart est un canal d’une longueur de 21,6 km dont le trajet ressemble à un arc de cercle incomplet autour de la ville de Gand. Le canal est le carrefour de tous les cours d’eau arrivant à Gand. Le ring R4 entourant Gand suit en grande partie le tracé du canal.

## Histoire
Le creusement du canal débuta en 1950 et dura environ 20 ans. Le but du canal est d’éviter le passage des bateaux  dans le centre-ville et d’éviter des inondations dans la ville.
Les voies navigables rejoignant le canal sont (sens horlogique d’est en ouest) :
- Fleuve Escaut
- Rivière Lys
- Canal Gand-Ostende
- Canal Gand-Terneuzen

## Écluses
On retrouve 2 complexes à écluses le long du canal. Le premier se trouve à hauteur de Wondelgem, le second à hauteur de Merelbeke.

## Capacité
Depuis 2016 la capacité du canal permet le passage de bateaux de 4 500 tonnes dans le cadre de la jonction entre la Seine et l’Escaut.